# Bloedrivier
Bloedrivier, ook bekend als Ncome, is een rivier in KwaZoeloe-Natal, Zuid-Afrika die ontspringt in de heuvels bij Utrecht. Het is een zijrivier van de Buffelsrivier, zelf een zijrivier van de Tugela.
De Ncome was van 1854 tot 1858 de grens tussen het Zoeloekoninkrijk en de Republiek Utrecht en daarna tot 1860 de grens tussen de Zoeloes en de republiek Lijdenburg. Daarna was ze tot 1902 de zuidgrens van de Zuid-Afrikaansche Republiek toen de voormalige boerenrepubliek bij de Britse kolonie Natal gevoegd werd.

## Naam
De naam van de rivier vindt zijn oorsprong bij de Slag bij Bloedrivier waarin de Voortrekkers de Zoeloes vernietigend versloegen. Omdat het bloed van de gevallen Zoeloekrijgers volgens de overlevering de rivier bloedrood kleurde, werd de rivier door de voortrekkers omgedoopt tot Bloedrivier.
- Virtual International Authority File: 315129473